# نحالين
نحالين بلدة فلسطينية من بلدات جنوب الضفة الغربية وتقع في محافظة بيت لحم. وقعت تحت الاحتلال الإسرائيلي في حرب 1967.

## الجغرافيا

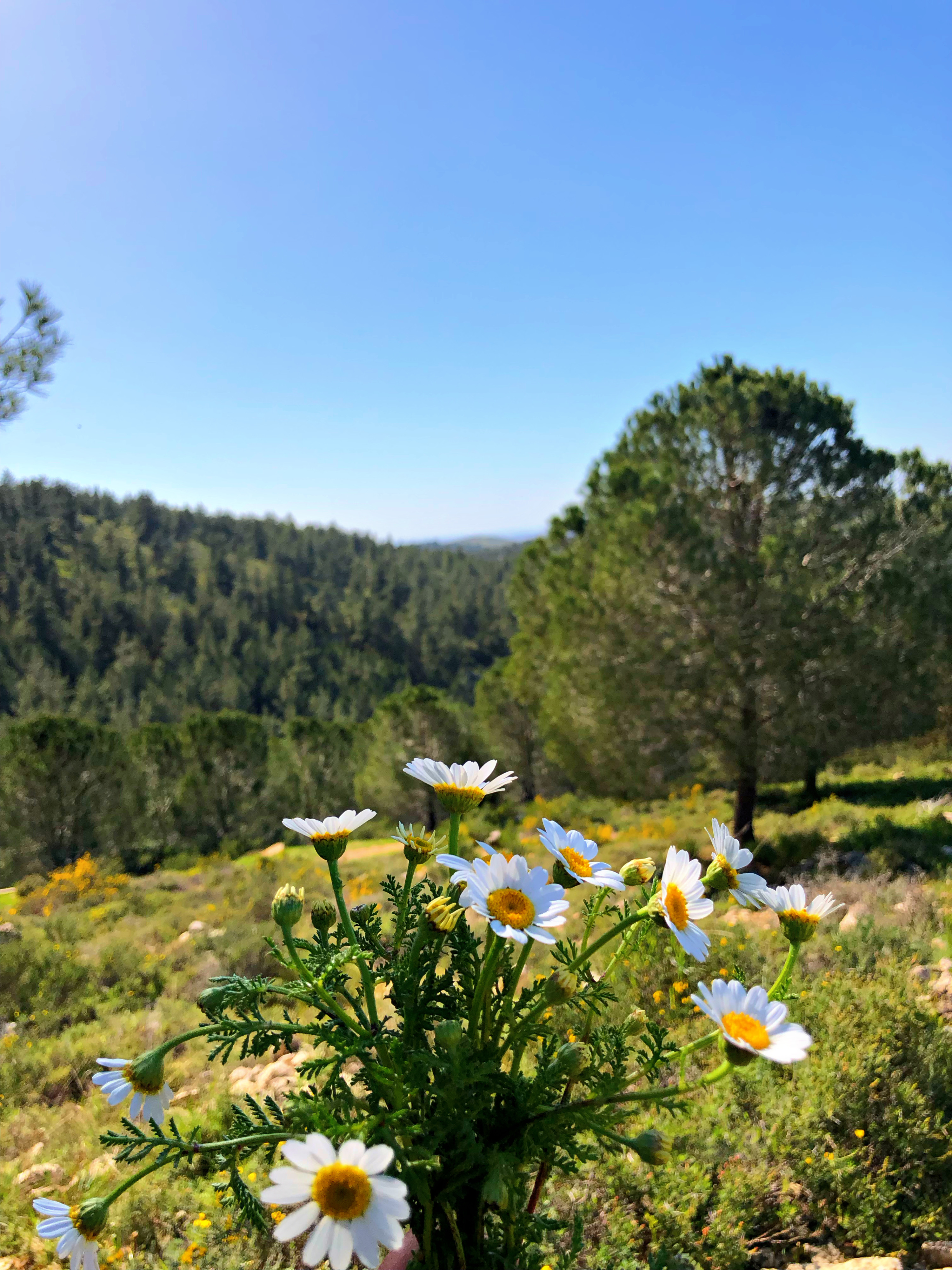
الطبيعة في جبال نحالين عام 2023

تقع نحالين إلى الجنوب الغربي من مدينة بيت لحم على بعد 14 كم على ارتفاع 620 مترا عن سطح البحر تقع القرية على ثلاث هضاب على ارتفاعات بين 450 و1020 مترا عن سطح البحر. 
تتوسط قرى الريف الغربي لبيت لحم وقرى شمال غرب الخليل. تحدها من الشمال أراضي حوسان وبتير، ومن الشرق الخضر، ومن الجنوب بيت سكاريا وبيت أمّر وصوريف ومن الغرب الجبعة ووادي فوكين.
أما تربتها فهي مزيج من أنواع مختلفة من التربة كالحمراء والسوداء والبيضاء ونسبة قليلة من الصفراء. وتبلغ ونسبة تساقط الأمطار فيها حوالي 700 ملم سنوياً.

## السكان
في عام 2020 بلغ عدد سكان القرية 9243 حسب أرقام الجهاز المركزي للإحصاء الفلسطيني. يعمل حوالي 40% من السكان في سوق العمل الإسرائيلي، و30% في قطاع الموظفين، و15% في الزراعة و10% في التجارة.

## التاريخ

### الاحتلال الإسرائيلي
وقعت القرية تحت الاحتلال الإسرائيلي بعد سقوط الضفة الغربية في حرب عام 1967، وتحيط بها اليوم مستعمرات بيتار عليت من الشمال، ونيفيه دانييل من الشرق، ورش تسوريم من الجنوب، ومعسكر جفعوت من الغرب.

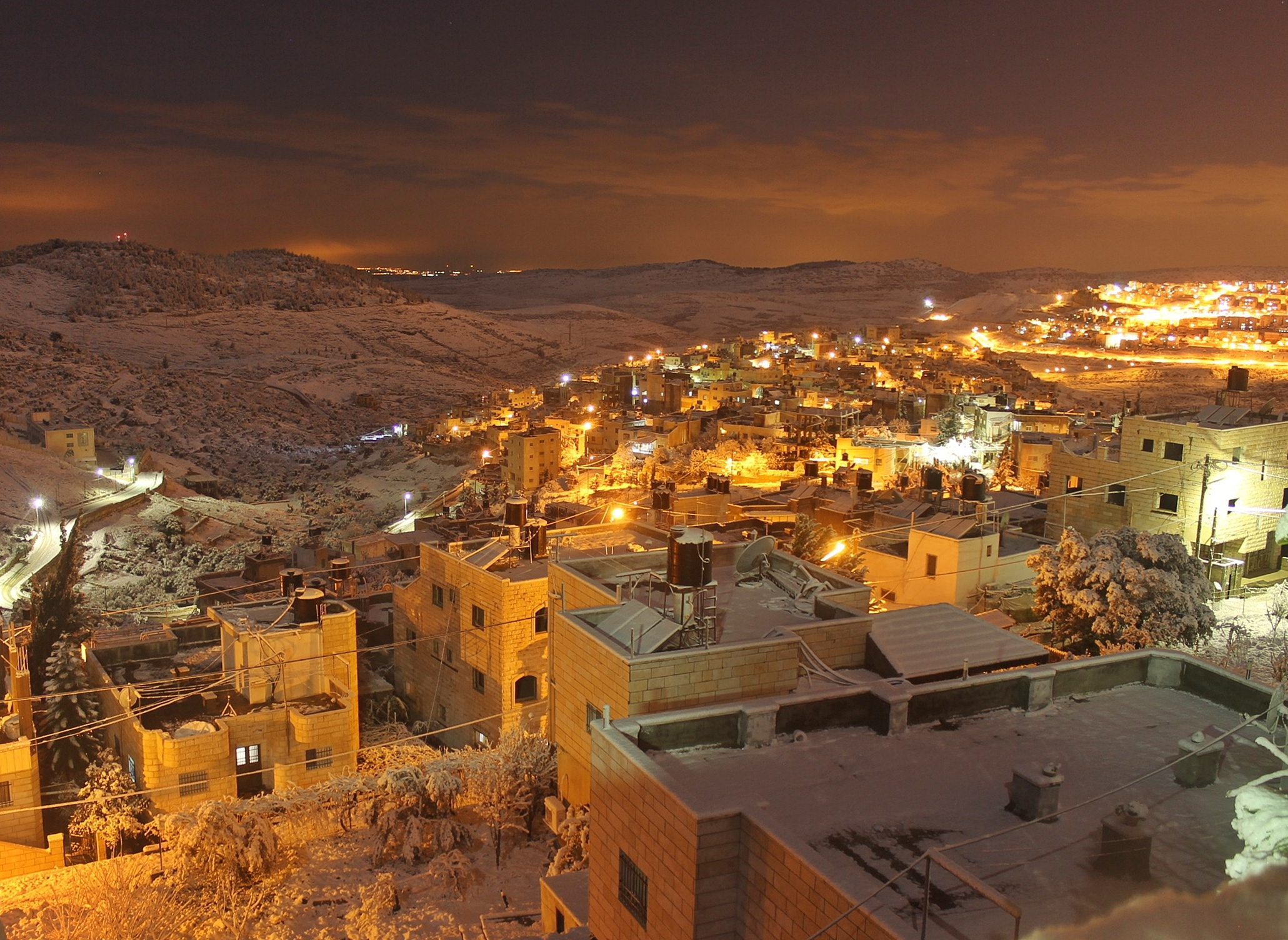
تبين الصورة قرية نحالين في بيت لحم في فصل الشتاء والثلوج تكتسي أسطح منازلها